# Leopoldo Abadía Pocino
Leopoldo Abadía Pocino, (Saragossa, 7 de setembre de 1933) és doctor enginyer industrial, ITP Business Harvard School, va ser professor de l'Institut d'Estudis Superiors de l'Empresa (IESE) durant 31 anys i va presidir el Grup Sonnenfeld de consultoria i formació. És l'autor de l'article La crisis Ninja, on explica en un llenguatge planer i col·loquial la crisi de les subprime dels EUA, s'ha convertit en un fenomen inesperat i porta més de 5.000.000 de visites en el seu bloc personal.

## Biografia
Leopoldo Abadía va néixer a Saragossa el 1933. Fill únic d'una família benestant. Va perdre el seu pare en un accident de cotxe quan Leopoldo estava en servei militar.
Va estudiar a Terrassa, es va doctorar en Enginyeria Industrial i ha exercit com a professor de l'IESE a Navarra durant més de 30 anys, impartint Política d'empresa.
Es va enamorar d'Elena Jordana, amb la qual es va casar l'any 1958. Després del segon fill, varen anar a viure a Barcelona. Quan tenien 3 fills, se'n varen anar a viure un any a Massachusetts, Estats Units a estudiar a Harvard. Més tard, varen tornar a Barcelona, on varen tenir els 9 fills restants. Tenien 12 fills: Blanca, Leopoldo, Javier, Carlos, Jorge, Elena, Fernando, Rafa, Cris, Mage, Gonzalo i Alfonso. Va crear una empresa amb 2 dels seus fills, Leopoldo i Javier, que anomenà Sonnenfeld, companyia de consultoria estratègica i formació de directius.
Ara mateix, la familia Abadia compta amb 49 nets.
Quan va començar la crisi, Leopoldo no entenia res. El que va fer va ser apuntar-se en un document de word, tot el que no entenia, í, més tard, quan ho entenia, posava el significat. Quan aquest "diccionari" va estar molt complet, el va enviar als seus 12 fills. Aquests fills el varen enviar als seus amics, i un amic el va pujar a un blog. En una setmana, aquest blog ja tenia més de 165.000 visites.
Tothom volia parlar amb en Leopoldo, tothom volia que anès al seu programa de televisió, ràdio, periòdic, etc.
Avui dia, Leopoldo ha escrit deu llibres: 
- La crisis ninja y otros misterios de la economía actual. Editorial Espasa, enero de 2009.
- La hora de los sensatos: Una solución práctica a todos los problemas que nos ha traído la crisis. Editorial Espasa, enero de 2010.
- ¿Qué hace una persona como tú, en una crisis como esta?. Editorial Espasa, octubre de 2010.
- 36 cosas que hay que hacer para que una familia funcione bien. Editorial Espasa, octubre de 2011.
- El economista esperanzado. Editorial Espasa, octubre de 2012. (Premi Espasa d'Assaig)
- Cómo funciona la economía para Dummies, Editorial CEAC, 2012.
- La economía en 365 preguntas. Editorial Espasa, noviembre de 2013.
- "Cómo hacerse mayor sin volverse un gruñón". Editorial Espasa, 2014.
- etc

Leopoldo sempre diu que no sap res d'economia, perquè només va estudiar un any d'economia.
Actualment, Leopoldo és molt amic de Buenafuente, és el seu padrí de televisió. Abadía viu a Barcelona, però ja ha viatjat per moltes parts del món, per explicar la crisi actual.

## Història
Abadía, va deixar l'ensenyament fa 15 anys per dedicar-se a la consultoria, va escriure l'article La crisis ninja en una tarda d'un diumenge de gener del 2008 i el va distribuir entre els seus treballadors per correu electrònic. Al cap d'uns dies, es feia popular en la xarxa d'Internet.
Abadía, aconsellat pel seu fill Gonzalo, inicià el seu propi bloc personal, que ha rebut visites del Japó, Nigèria i fins i tot de Burundi.

## Crisi Ninja
Leopoldo Abadía, denomina com “Crisi Ninja” (acrònim de No Incomes, No Jobs and Assets), referint-se a les persones que no tenen ingressos, ni treball ni actius, i que han desencadenat la tempesta financera als Estats Units i a la resta del món al, no poder fer front als crèdits hipotecaris que els foren concedits per empreses que no van mesurar correctament l'elevat risc de les operacions.

## Obra
- La crisis ninja y otros misterios de la economía actual. Editorial Espasa, enero de 2009.
- La hora de los sensatos: Una solución práctica a todos los problemas que nos ha traído la crisis. Editorial Espasa, enero de 2010.
- ¿Qué hace una persona como tú, en una crisis como esta?. Editorial Espasa, octubre de 2010.
- 36 cosas que hay que hacer para que una familia funcione bien. Editorial Espasa, octubre de 2011.
- El economista esperanzado. Editorial Espasa, octubre de 2012. (Premi Espasa d'Assaig)
- Cómo funciona la economía para Dummies, Editorial CEAC, 2012.
- La economía en 365 preguntas. Editorial Espasa, noviembre de 2013.
- "Cómo hacerse mayor sin volverse un gruñón". Editorial Espasa, 2014.
- etc

## Vegeu
- Crisi hipotecària de 2007